# SC Fives
SC Fives là một câu lạc bộ bóng đá Pháp đến từ Fives, một vùng ngoại ô ở phía đông của thành phố Lille. Được thành lập vào năm 1901, câu lạc bộ đã sáp nhập với Olympique Lillois vào năm 1944 để thành lập OSC Lille.

## Danh hiệu
Championnat de France
- Á quân: 1934

Coupe de France
- Chung kết: 1941.

## Huấn luyện viên
- liên_kết=|viền George Berry: huấn luyện viên từ 1936 đến 1944,[2] huấn luyện viên đầu tiên của Lille OSC (1944-1946)